# Маруты
Мару́ты (санскр. मरुत) — в ведийской и индуистской мифологии божества бури, ветра, грома и молнии. В «Ригведе» к ним обращено 33 гимна. Маруты составляют целую группу (гану) божеств, их трижды семь, трижды шестьдесят или всего семь. Они — братья. В Ведах их отец Рудра, а мать — пятнистая корова Пришни (олицетворение тучи). Иногда говорится, что Маруты сыновья Адити, родились из молнии или даже сами возникли из себя. Обычно сопровождают Индру, особенно в боях с демонами, но иногда могут покинуть этого бога в бою или даже вступить с ним в конфликт. Вместе с Марутами на колесницах часто ездит богиня Родаси, олицетворение молнии, и защищается ими как невеста. Их изображают прекрасными могучими юношами в сверкающих или золотых одеждах. Оружие Марутов — золотые топоры, копья-молнии, луки и стрелы, дубинки, ножи. Они разъезжают на золотых колесницах, запряженных антилопами или лошадьми, по воздуху, от подземного царства до небесного. Маруты изливают дождь (в тексте — пот, жир, мёд, молоко), вызывают гром и молнии, ветер, образуют туманы, заставляют течь водные потоки, громко поют, искусны в колдовстве, творят чудеса. Чаще всего у них просят лечебных средств, дождя, богатств, скота, славы, освобождения и пощады от убийства. Как воины Маруты воинственны и агрессивны, ужасны и полны гнева. При их езде раскалываются скалы и горы, гнутся деревья, сотрясаются крепости, ревёт небо, земля дрожит от страха, делается темно. Их местопребыванием считается ашваттха — священная смоковница. Иногда Маруты отождествляются с рудрами.
В послеведийский период чаще всего родителями Марутов называются Дити и Кашьяпа (согласно другим источникам — Марутвати и Дхарма).
В ведах число Марутов колеблется от 2-х до 60 (см. Ригведа, 9.96.8). В эпосе и Пуранах их число колеблется от 7 до 49 (семью семь, семь групп по семь). Так в «Рамаяне» Индра разбивает молнией нерождённого сына Дити на 49 кусков и превращает их в Марутов. Этот же сюжет, но без обозначения числа рожденных Марутов, присутствует и в «Махабхарате». Уникальным является список имён 23 Марутов в «Харивамше».